# Lingua caraciai-balcara
La lingua caraciai-balcara (nome nativo: къарачай-малкъар тил, qaraçay-malqar til o таулу тил, tawlu til, letteralmente “lingua di montagna”; in russo: карачаево-балкарский язык, karačaevo-balkarskij jazyk)  è una lingua turca parlata nella Federazione Russa, nelle repubbliche di Cabardino-Balcaria e Karačaj-Circassia.

## Distribuzione geografica
La lingua prende il nome dai due gruppi etnici da cui è parlata: i Caraciai, stanziati nel territorio della repubblica di Karačaj-Circassia, e i Balcari, che vivono invece nella repubblica di Cabardino-Balcaria. Al censimento russo del 2010 risultava parlata da 305.364 persone.

### Dialetti e lingue derivate
La lingua si suddivise in due dialetti: il caraciai, che pronuncia due fonemi /ʧ/ e /dʒ/, e il balcaro, che pronuncia i fonemi corrispondenti /ʦ/ e /z/.

## Classificazione
Secondo Ethnologue, la classificazione completa della lingua caraciai-balcara è la seguente:
- Lingue altaiche
  - Lingue turche
    - Lingue turche occidentali
      - Lingue ponto-caspiche
        - Lingua caraciai-balcara

## Sistema di scrittura
Attualmente per la scrittura viene utilizzato l'alfabeto cirillico, ma in passato si usava l'alfabeto latino.
Alfabeto cirillico moderno caraciai-balcaro:
| А а | Б б | В в   | Г г | Гъ гъ | Д д | Дж дж | Е е |
| Ё ё | Ж ж | З з   | И и | Й й   | К к | Къ къ | Л л |
| М м | Н н | Нг нг | О о | П п   | Р р | С с   | Т т |
| У у | Ў ў | Ф ф   | Х х | Ц ц   | Ч ч | Ш ш   | Щ щ |
| ъ   | Ы ы | ь     | Э э | Ю ю   | Я я |       |     |

Alfabeto latino modificato basato sul turco (non ufficiale):
| A a | B b | C c | Ç ç | D d | E e | F f | G g |
| Ğ ğ | H h | I ı | İ i | J j | K k | L l | M m |
| N n | Ñ ñ | O o | Ö ö | P p | Q q | R r | S s |
| Ş ş | T t | U u | Ü ü | V v | W w | Y y | Z z |

## Esempi
| 0          | 1         | 2         | 3       | 4           | 5         | 6           | 7            | 8             | 9              | 10      |
| ноль (nol) | бир (bir) | эки (eki) | юч (üç) | тёрт (tört) | беш (beş) | алты (altı) | джети (ceti) | сегиз (segiz) | тогъуз (toğuz) | он (on) |